# 青山ゆき路
青山ゆき路（あおやま　ゆきじ　1907年8月11日 - 1993年2月27日）は、日本の小説家、歌人。石川県鵜川村（石川県鳳至郡に所在。町制施行し鵜川町となる。現:能登町。）に生まれ、1914（大正3）年に北海道小樽市に来る。父母の生業である理美容業を継ぐ。大正末期に並木凡平を知り、以来口語短歌一筋に70年の歌歴を積む。1927（昭和2）年並木凡平が「新短歌時代」を創刊するや編集同人として参画。主著に歌集「せせらぎ」「青空に描く」「海峡」など。